# Паулет, Уильям
Сэр Уильям Паулет (англ. Lord William Paulet; 7 июля 1804 — 9 мая 1893) — британский военачальник, фельдмаршал (10 июля 1886).

## Биография
Родился 7 июля 1804 года и был 4-м ребенком из семи детей в семье Чарльза Инголдсби Паулета, 13-го маркиза Уинчестера (Charles Ingoldsby Paulet, 13th Marquess of Winchester; 1765—1843) и Анны Эндрюс (Anne Andrews; ум. 1841).
Образование пролучил в Итонском колледже. В 1821 году поступил в чине энсина в 85-й Собственный герцога Йоркского легко-пехотный полк (85th (Duke of York’s Own) Light Infantry). 23 августа 1822 года был произведён в лейтенанты (служил в 7-м фузёлерном полку). 12 февраля 1825 года купил отдельную пехотную роту и чин капитана в ней, и вступил вместе со своей частью в 21-й фузелёрный полк. 10 сентября 1830 года получил чин майора (служил в 63-м легко-пехотном полку). 21 апреля 1843 года произведён в подполковники; в составе полка проходил службу в Гибралтаре, затем — в Вест-Индии, Северной Америке и наконец в Англии.
В 1854 году служил в Крыму во время Восточной войны 1853—1856; 20 июня 1854 года получил временное повышение в чине до полковника, участвовал в сражении на реке Альма (занимал должность помощника генерал-адъютанта кавалерийской дивизии, командиром которой был будущий фельдмаршал лорд Лукан), Инкерманском сражении и осаде Севастополя. 23 ноября 1854 года назначен лордом Рагланом начальником госпиталей на Босфоре, в Галлиполи и Дарданеллах. После падения Севастополя получил должность командира легко-пехотной дивизии в Крыму (был награждён французскими, сардинскими и турецкими орденами и медалями).
После возвращения на родину возглавил 1-ю бригаду в Олдершоте (1856—1860). 13 июня 1858 года получил чин генерал-майора. Был начальником юго-западного округа (штаб в Портсмуте) с 1860 по 1865 годы. В 1865 году стал рыцарем-командором ордена Бани, 8 декабря 1867 года произведён в генерал-лейтенанты, в 1870 году стал рыцарем Большого креста ордена Бани, а 7 октября 1874 года произведен в полные генералы.
В 1863—1864 годах — полковник 87-го пехотного полка (Королевские Ирландские фузелёры; 87th (Royal Irish Fusiliers) Regiment of Foot).
С 9 апреля 1864 года — полковник 68-го (Дарэмского) легко-пехотного полка (68th (Durham) Regiment of Foot (Light Infantry).
С 1865 по 1870 годы занимал должность генерал-адъютанта армии (ведал организационными, административными и кадровыми вопросами в армии).
В 1886 году произведён в фельдмаршалы.
Умер 9 мая 1893 года в Лондоне.
Имел много наград, в числе которых орден Бани.